# Peperomia arifolioides
Peperomia arifolioides är en pepparväxtart som beskrevs av Truman George Yuncker. Peperomia arifolioides ingår i släktet peperomior, och familjen pepparväxter. Inga underarter finns listade i Catalogue of Life.